# Calango-de-cauda-verde
O Calango-de-cauda-verde (nome científico: Ameivula venetacaudus) é uma espécie de réptil encontrado na Caatinga do Pernambuco, Ceará, Bahia e Piauí. Procura por insetos escondidos sob o folhiço, que é uma camada de folhas secas sobre o solo.

## Etimologia
O termo "calango" que deriva de ambundo kalanga ou rikalanga, que significa lagartixa. “De cauda verde” por conta da cor aparentemente verde de sua cauda.

## Descrição
Uma espécie do grupo ocellifer com grânulos nos semicírculos supraorbitais, e sem esporas anais em machos. A Ameivula venetacaudus difere de todos os outros membros do grupo ocellifer pela ausência de listras no dorso e um elevado número de poros femorais, fileiras de esporas no calcanhar no sexo masculino, além de uma singular cauda verde, que na verdade parece verde mas o aspecto dorsal da cauda é azul brilhante, e o lateral é verde predominantemente azulado.

## Alimentação
O calango-de-cauda-verde procura por insetos escondidos sob o folhiço solto pelas árvores da caatinga para conter a perda de água.